# Likalanjärvi
Likalanjärvi är en sjö i Finland. Den ligger i kommunen Oulais i landskapet Norra Österbotten, i den centrala delen av landet, 500 km norr om huvudstaden Helsingfors. Likalanjärvi ligger 66,1 meter över havet. Arean är 87,3 hektar och strandlinjen är 4,87 kilometer lång. Sjön  ingår i Pyhäjoki älvs huvudavrinningsområde.   I omgivningarna runt Likalanjärvi växer i huvudsak blandskog.